# Narciso Carbó y Aloy
Narciso Carbó y Aloy, en fuentes en catalán Narcís Carbó i d'Aloi (Barcelona, 19 de enero de 1826-Barcelona, 4 de noviembre de 1890), fue un médico español y catedrático de la Universidad de Barcelona.

## Biografía
Fue hijo del general liberal Jaume Carbó. De joven siguió la trayectoria profesional de su padre y comenzó la carrera militar hasta llegar al grado de subteniente, obtenido gracias a un acto heroico durante la segunda guerra carlista. Decidió abandonar la carrera castrense y marchó a estudiar Medicina a Madrid, además de Filosofía y Letras antes de 1850.
Una enfermedad le obligó a establecerse en Mataró en 1851, donde fundó y presidió el Ateneo Mataroní. Allí tuvo que enfrentarse a una epidemia de cólera, en la cual perdió a su primera mujer. Volvió a Barcelona en 1855. Allí ganó unas oposiciones en la Universidad de Barcelona como sustituto, una actividad docente que ejerció hasta 1858. Posteriormente, impartió clases de Higiene pública y privada hasta 1864. A partir de esta fecha, obtuvo la cátedra de Terapéutica, Materia médica y Arte de recetar.
El 1856 entró mediante una oposición en la Real Academia de Medicina de Cataluña y en la Real Academia de Ciencias y Artes de Barcelona, una institución que llegó a presidir en 1866. En 1867 obtuvo la presidencia del Instituto Médico.
En 1869, y por no más de un año, fue vocal de la junta de la Casa de Maternidad y Expósitos. En 1870 tuvo que afrontar otra epidemia, en este caso una de fiebre amarilla en Barcelona, cuando fue nombrado vocal de la Junta de Sanidad. Durante este episodio realizó investigaciones microbiológicas de los líquidos e hígados de los difuntos para estudiar el proceso de la enfermedad. Esta actividad fue la base de un trabajo sobre la epidemia publicado por la Academia de Medicina y Cirugía y le valió la concesión de la cruz de la Beneficencia de segunda clase concedida por el gobierno.
Entre 1872 y 1874 presidió la Sociedad Económica Barcelonesa de Amigos del País y entre 1877 y 1881, la Academia Médico-farmacéutica. En el año 1877 ofreció varias conferencias en el Ateneo Barcelonés sobre profilaxis, y en el año siguiente, 1878, ocupó por primera vez la presidencia de la institución. Se impuso como objetivo superar la crisis social de la entidad y devolver la institución al primer plano de la ciudadanía. En sus palabras: «Nuestro ateneo puede considerarse como una colectividad intelectual, con vida propia, con tendencias y aspiraciones dirigidas a influir en las ideas de sus conciudadanos». A pesar de sus aportaciones, las tensiones con los sectores más retrógrados continuaron hasta su relevo por Juan Sol y Ortega en 1879.
En 1887-1888 llegó a ser nombrado de nuevo presidente del Ateneo, donde trató de desplegar su visión de un positivismo etnicista, y explicar las supuestas diferencias entre Cataluña y Castilla. Convencido de la idea de que las diferencias y tensiones territoriales serían fruto de las diferencias entre dos razas, propuso la cultura y los vínculos de la civilización como solución para una unión mejor.
Publicó diversas monografías sobre temas médicos además del Catálogo general de las aguas minero-medicinales de España y del Extranjero (1889).
Recibió múltiples condecoraciones, y fue comendador de la Orden de Carlos III y comendador de la Orden de Isabel la Católica.